# Kaple Nanebevzetí Panny Marie (Bělečko)
Pozdně barokní návesní kaple Nanebevzetí Panny Marie se nalézá na návsi v centru obce Bělečko v okrese Pardubice. Kaple chráněna jako kulturní památka. Národní památkový ústav tuto kapli uvádí v katalogu památek pod rejstříkovým číslem ÚSKP 26146/6-2041.

## Historie
Návesní kaple Nanebevzetí Panny Marie byla vystavěna roku 1822.

## Popis
Kaple Nanebevzetí Panny Marie je drobný zděný objekt o obdélném půdorysu se zaoblenými rohy, sedlovou střechou s pálenou krytinou, uprostřed se sanktusníkem. Průčelí kaple je završeno trojúhelníkovým štítem na vrcholku s křížkem. Uprostřed štítu je umístěna nika se soškou Panny Marie. Nad nikou je nápis: “ANNO 1822”. Nad vstupem je oválné okno. Fasáda kaple je členěna pilastry. Interiér kaple je zaklenut plackovou klenbou.
Prostor kolem kaple je ohraničen novodobým plotem.